# Marele Premiu al Qatarului din 2024
Marele Premiu al Qatarului din 2024 (cunoscut oficial ca Formula 1 Qatar Airways Qatar Grand Prix 2024) a fost o cursă auto de Formula 1 ce s-a desfășurat pe 1 decembrie 2024 pe Circuitul Internațional Lusail din Lusail, Qatar. Cursa a fost cea de-a douăzeci și treia și penultima etapă a Campionatului Mondial de Formula 1 FIA din 2024 și al șaselea și ultimul weekend de Mare Premiu al sezonului care utilizează formatul sprint.
Lando Norris de la McLaren a obținut pole position-ul pentru cursa de sprint, iar apoi a cedat poziția coechipierului său Oscar Piastri în ultimul tur al sprintului. Piastri a câștigat a doua sa cursă de sprint în fața lui Norris și a lui George Russell de la Mercedes; acesta din urmă a obținut pole-ul pentru cursa principală după ce Max Verstappen de la Red Bull Racing, care a stabilit cel mai bun timp în calificări, a fost retrogradat o poziție din cauza conducerii lente intenționate în timpul calificărilor. În ciuda penalizării, Verstappen a câștigat cursa în fața lui Charles Leclerc de la Ferrari și a lui Piastri.

## Context
McLaren a avut ocazia de a-și asigura al nouălea titlu de campioană mondială al constructorilor la acest eveniment, primul din 1998. La încheierea acestui Mare Premiu, ar mai fi rămas o cursă în Campionatul Mondial de Formula 1 din 2024, cu 44 de puncte disponibile. McLaren ar fi putut câștiga titlul dacă ar fi devansat Ferrari cu cel puțin 20 de puncte și nu ar fi fost devansată de Red Bull Racing cu mai mult de 9 puncte. Titlul nu a putut fi decis la sfârșitul sprintului.
Marele Premiu a marcat ultimul start în cursă al lui Esteban Ocon pentru Alpine, deoarece echipa i-a cerut să părăsească cursa mai devreme pentru a putea pilota pentru Haas în testele postsezon, în anticiparea campaniei lor din 2025. Jack Doohan, pilot de rezervă și semnat pentru 2025, l-a înlocuit în Marele Premiu de la Abu Dhabi, cursa care a încheiat sezonul.
Furnizorul de anvelope Pirelli a adus compușii de anvelope C1, C2 și C3 (denumiți duri, medii și, respectiv, moi) pentru ca echipele să le folosească la eveniment.
Zona DRS de la intrarea în virajul 1 a fost scurtată cu 100 de metri.

## Sprint

### Calificările pentru sprint
Calificările pentru cursa sprint au avut loc vineri, 29 noiembrie 2024, cu începere de la ora locală 16:30 UTC+3, 15:30 EET.
| Poz.                  | Nr. | Pilot            | Constructor                  | Timpi calificări | Timpi calificări | Timpi calificări | Grila sprint |
| Poz.                  | Nr. | Pilot            | Constructor                  | SQ1              | SQ2              | SQ3              | Grila sprint |
| --------------------- | --- | ---------------- | ---------------------------- | ---------------- | ---------------- | ---------------- | ------------ |
| 1                     | 4   | Lando Norris     | McLaren-Mercedes             | 1:21,356         | 1:21,231         | 1:21,012         | 1            |
| 2                     | 63  | George Russell   | Mercedes                     | 1:22,021         | 1:21,488         | 1:21,075         | 2            |
| 3                     | 81  | Oscar Piastri    | McLaren-Mercedes             | 1:22,218         | 1:21,548         | 1:21,171         | 3            |
| 4                     | 55  | Carlos Sainz Jr. | Ferrari                      | 1:21,838         | 1:21,809         | 1:21,281         | 4            |
| 5                     | 16  | Charles Leclerc  | Ferrari                      | 1:22,156         | 1:21,818         | 1:21,308         | 5            |
| 6                     | 1   | Max Verstappen   | Red Bull Racing-Honda RBPT   | 1:22,033         | 1:21,784         | 1:21,315         | 6            |
| 7                     | 44  | Lewis Hamilton   | Mercedes                     | 1:22,151         | 1:21,734         | 1:21,474         | 7            |
| 8                     | 10  | Pierre Gasly     | Alpine-Renault               | 1:22,586         | 1:22,352         | 1:21,978         | 8            |
| 9                     | 20  | Nico Hülkenberg  | Haas-Ferrari                 | 1:22,569         | 1:22,318         | 1:22,088         | 9            |
| 10                    | 30  | Liam Lawson      | RB-Honda RBPT                | 1:22,705         | 1:22,393         | 1:22,577         | 10           |
| 11                    | 14  | Fernando Alonso  | Aston Martin Aramco-Mercedes | 1:22,499         | 1:22,433         | N/A              | 11           |
| 12                    | 23  | Alexander Albon  | Williams-Mercedes            | 1:22,705         | 1:22,526         | N/A              | 12           |
| 13                    | 77  | Valtteri Bottas  | Kick Sauber-Ferrari          | 1:22,506         | 1:22,538         | N/A              | 13           |
| 14                    | 18  | Lance Stroll     | Aston Martin Aramco-Mercedes | 1:22,522         | 1:22,599         | N/A              | 14           |
| 15                    | 20  | Kevin Magnussen  | Haas-Ferrari                 | 1:22,560         | 1:22,738         | N/A              | 15           |
| 16                    | 11  | Sergio Pérez     | Red Bull Racing-Honda RBPT   | 1:22,718         | N/A              | N/A              | LB           |
| 17                    | 22  | Yuki Tsunoda     | RB-Honda RBPT                | 1:22,722         | N/A              | N/A              | 16           |
| 18                    | 31  | Esteban Ocon     | Alpine-Renault               | 1:22,906         | N/A              | N/A              | 17           |
| 19                    | 24  | Zhou Guanyu      | Kick Sauber-Ferrari          | 1:22,948         | N/A              | N/A              | 18           |
| 20                    | 43  | Franco Colapinto | Williams-Mercedes            | 1:23,423         | N/A              | N/A              | LB           |
| Regula 107%: 1:27,050 |     |                  |                              |                  |                  |                  |              |
| Sursa:                |     |                  |                              |                  |                  |                  |              |

Note
- ^1 – Sergio Pérez și Franco Colapinto s-au calificat pe locurile 16 și, respectiv, 20, dar au fost nevoiți să înceapă sprintul de pe linia boxelor, deoarece mașinile lor au fost modificate în condiții de parc fermé.[7]

### Cursa sprint
Sprintul s-a desfășurat sâmbătă, 30 noiembrie 2024, având startul la ora locală 17:00 UTC+3, 16:00 EET, cu distanța de 19 tururi.
| Poz.                                                               | Nr. | Pilot            | Constructor                  | Tururi | Timp/Abandon | Grilă | Puncte |
| ------------------------------------------------------------------ | --- | ---------------- | ---------------------------- | ------ | ------------ | ----- | ------ |
| 1                                                                  | 81  | Oscar Piastri    | McLaren-Mercedes             | 19     | 27:03,010    | 3     | 8      |
| 2                                                                  | 4   | Lando Norris     | McLaren-Mercedes             | 19     | +0,136       | 1     | 7      |
| 3                                                                  | 63  | George Russell   | Mercedes                     | 19     | +0,410       | 2     | 6      |
| 4                                                                  | 55  | Carlos Sainz Jr. | Ferrari                      | 19     | +1,326       | 4     | 5      |
| 5                                                                  | 16  | Charles Leclerc  | Ferrari                      | 19     | +5,073       | 5     | 4      |
| 6                                                                  | 44  | Lewis Hamilton   | Mercedes                     | 19     | +5,650       | 7     | 3      |
| 7                                                                  | 27  | Nico Hülkenberg  | Haas-Ferrari                 | 19     | +8,508       | 9     | 2      |
| 8                                                                  | 1   | Max Verstappen   | Red Bull Racing-Honda RBPT   | 19     | +10,368      | 6     | 1      |
| 9                                                                  | 10  | Pierre Gasly     | Alpine-Renault               | 19     | +14,513      | 8     |        |
| 10                                                                 | 20  | Kevin Magnussen  | Haas-Ferrari                 | 19     | +15,485      | 15    |        |
| 11                                                                 | 14  | Fernando Alonso  | Aston Martin Aramco-Mercedes | 19     | +19,204      | 11    |        |
| 12                                                                 | 77  | Valtteri Bottas  | Kick Sauber-Ferrari          | 19     | +23,351      | 13    |        |
| 13                                                                 | 18  | Lance Stroll     | Aston Martin Aramco-Mercedes | 19     | +24,421      | 14    |        |
| 14                                                                 | 31  | Esteban Ocon     | Alpine-Renault               | 19     | +30,379      | 17    |        |
| 15                                                                 | 23  | Alexander Albon  | Williams-Mercedes            | 19     | +33,062      | 12    |        |
| 16                                                                 | 30  | Liam Lawson      | RB-Honda RBPT                | 19     | +34,356      | 10    |        |
| 17                                                                 | 22  | Yuki Tsunoda     | RB-Honda RBPT                | 19     | +35,102      | 16    |        |
| 18                                                                 | 43  | Franco Colapinto | Williams-Mercedes            | 19     | +35,639      | LB    |        |
| 19                                                                 | 24  | Zhou Guanyu      | Kick Sauber-Ferrari          | 19     | +1:11,436    | 18    |        |
| 20                                                                 | 11  | Sergio Pérez     | Red Bull Racing-Honda RBPT   | 19     | +1:14,371    | LB    |        |
| Cel mai rapid tur: Charles Leclerc (Ferrari) – 1:23,923 (turul 18) |     |                  |                              |        |              |       |        |
| Sursa:                                                             |     |                  |                              |        |              |       |        |

## Marele Premiu

### Calificări
Calificările pentru Marele Premiu au avut loc pe 30 noiembrie 2024, începând cu ora locală 21:00 UTC+3, 20:00 EET.
| Poz.                  | Nr. | Pilot            | Constructor                  | Timpi calificări | Timpi calificări | Timpi calificări | Grila finală |
| Poz.                  | Nr. | Pilot            | Constructor                  | Q1               | Q2               | Q3               | Grila finală |
| --------------------- | --- | ---------------- | ---------------------------- | ---------------- | ---------------- | ---------------- | ------------ |
| 1                     | 1   | Max Verstappen   | Red Bull Racing-Honda RBPT   | 1:21,579         | 1:20,687         | 1:20,520         | 2            |
| 2                     | 63  | George Russell   | Mercedes                     | 1:21,241         | 1:21,069         | 1:20,575         | 1            |
| 3                     | 4   | Lando Norris     | McLaren-Mercedes             | 1:21,578         | 1:20,983         | 1:20,772         | 3            |
| 4                     | 81  | Oscar Piastri    | McLaren-Mercedes             | 1:21,821         | 1:21,121         | 1:20,829         | 4            |
| 5                     | 16  | Charles Leclerc  | Ferrari                      | 1:21,278         | 1:21,000         | 1:20,852         | 5            |
| 6                     | 44  | Lewis Hamilton   | Mercedes                     | 1:21,637         | 1:21,095         | 1:21,011         | 6            |
| 7                     | 55  | Carlos Sainz Jr. | Ferrari                      | 1:21,447         | 1:21,199         | 1:21,041         | 7            |
| 8                     | 14  | Fernando Alonso  | Aston Martin Aramco-Mercedes | 1:21,608         | 1:21,208         | 1:21,251         | 8            |
| 9                     | 11  | Sergio Pérez     | Red Bull Racing-Honda RBPT   | 1:21,675         | 1:21,425         | 1:21,425         | 9            |
| 10                    | 20  | Kevin Magnussen  | Haas-Ferrari                 | 1:21,891         | 1:21,387         | 1:21,500         | 10           |
| 11                    | 10  | Pierre Gasly     | Alpine-Renault               | 1:21,843         | 1:21,437         | N/A              | 11           |
| 12                    | 24  | Zhou Guanyu      | Kick Sauber-Ferrari          | 1:22,103         | 1:21,501         | N/A              | 12           |
| 13                    | 77  | Valtteri Bottas  | Kick Sauber-Ferrari          | 1:21,927         | 1:21,731         | N/A              | 13           |
| 14                    | 22  | Yuki Tsunoda     | RB-Honda RBPT                | 1:22,364         | 1:21,771         | N/A              | 14           |
| 15                    | 18  | Lance Stroll     | Aston Martin Aramco-Mercedes | 1:22,011         | 1:21,911         | N/A              | 15           |
| 16                    | 23  | Alexander Albon  | Williams-Mercedes            | 1:22,390         | N/A              | N/A              | 16           |
| 17                    | 30  | Liam Lawson      | RB-Honda RBPT                | 1:22,411         | N/A              | N/A              | 17           |
| 18                    | 27  | Nico Hülkenberg  | Haas-Ferrari                 | 1:22,442         | N/A              | N/A              | 18           |
| 19                    | 43  | Franco Colapinto | Williams-Mercedes            | 1:22,594         | N/A              | N/A              | 19           |
| 20                    | 31  | Esteban Ocon     | Alpine-Renault               | 1:22,714         | N/A              | N/A              | 20           |
| Regula 107%: 1:26,927 |     |                  |                              |                  |                  |                  |              |
| Sursa:                |     |                  |                              |                  |                  |                  |              |

Note
- ^1 – Max Verstappen a stabilit cel mai bun timp în calificări, dar a primit o penalizare de un loc pe grila de start pentru că a condus nejustificat de încet în Q3.[10][11]

### Cursa
Cursa principală a avut loc pe 1 decembrie 2024, începând cu ora locală 19:00 UTC+3, ora 18:00 EET, și a durat 57 de tururi.
| Poz.                                                                     | Nr. | Pilot            | Constructor                  | Tururi | Timp/Abandon | Grilă | Puncte |
| ------------------------------------------------------------------------ | --- | ---------------- | ---------------------------- | ------ | ------------ | ----- | ------ |
| 1                                                                        | 1   | Max Verstappen   | Red Bull Racing-Honda RBPT   | 57     | 1:31:05,323  | 2     | 25     |
| 2                                                                        | 16  | Charles Leclerc  | Ferrari                      | 57     | +6,031       | 5     | 18     |
| 3                                                                        | 81  | Oscar Piastri    | McLaren-Mercedes             | 57     | +6,819       | 4     | 15     |
| 4                                                                        | 63  | George Russell   | Mercedes                     | 57     | +14,104      | 1     | 12     |
| 5                                                                        | 10  | Pierre Gasly     | Alpine-Renault               | 57     | +16,782      | 11    | 10     |
| 6                                                                        | 55  | Carlos Sainz Jr. | Ferrari                      | 57     | +17,476      | 7     | 8      |
| 7                                                                        | 14  | Fernando Alonso  | Aston Martin Aramco-Mercedes | 57     | +19,867      | 8     | 6      |
| 8                                                                        | 24  | Zhou Guanyu      | Kick Sauber-Ferrari          | 57     | +25,360      | 12    | 4      |
| 9                                                                        | 20  | Kevin Magnussen  | Haas-Ferrari                 | 57     | +32,177      | 10    | 2      |
| 10                                                                       | 4   | Lando Norris     | McLaren-Mercedes             | 57     | +35,762      | 3     | 2      |
| 11                                                                       | 77  | Valtteri Bottas  | Kick Sauber-Ferrari          | 57     | +50,243      | 13    |        |
| 12                                                                       | 44  | Lewis Hamilton   | Mercedes                     | 57     | +56,122      | 6     |        |
| 13                                                                       | 22  | Yuki Tsunoda     | RB-Honda RBPT                | 57     | +1:01,100    | 14    |        |
| 14                                                                       | 30  | Liam Lawson      | RB-Honda RBPT                | 57     | +1:02,656    | 17    |        |
| 15                                                                       | 23  | Alexander Albon  | Williams-Mercedes            | 56     | +1 tur       | 16    |        |
| Ab                                                                       | 27  | Nico Hülkenberg  | Haas-Ferrari                 | 39     | Accident     | 18    |        |
| Ab                                                                       | 11  | Sergio Pérez     | Red Bull Racing-Honda RBPT   | 38     | Ambreiaj     | 9     |        |
| Ab                                                                       | 18  | Lance Stroll     | Aston Martin Aramco-Mercedes | 8      | Avarii       | 15    |        |
| Ab                                                                       | 31  | Esteban Ocon     | Alpine-Renault               | 0      | Coliziune    | 20    |        |
| Ab                                                                       | 43  | Franco Colapinto | Williams-Mercedes            | 0      | Coliziune    | 19    |        |
| Cel mai rapid tur: Lando Norris (McLaren-Mercedes) – 1:22,384 (turul 56) |     |                  |                              |        |              |       |        |
| Sursa:                                                                   |     |                  |                              |        |              |       |        |

Note
- ^1 – George Russell a primit o penalizare de timp de cinci secunde pentru că a rămas la mai mult de zece lungimi de mașină în spatele mașinii de siguranță. Poziția sa finală nu a fost afectată de penalizare.[12]
- ^2 – Include un punct pentru cel mai rapid tur.[13]

## Clasamentele campionatelor după cursă
|        | Poz. | Pilot            | Pct. |
| ------ | ---- | ---------------- | ---- |
|        | 1    | Max Verstappen*  | 429  |
|        | 2    | Lando Norris     | 349  |
|        | 3    | Charles Leclerc  | 341  |
|        | 4    | Oscar Piastri    | 291  |
|        | 5    | Carlos Sainz Jr. | 272  |
| Sursa: |      |                  |      |

|        | Poz. | Constructor                  | Pct. |
| ------ | ---- | ---------------------------- | ---- |
|        | 1    | McLaren-Mercedes             | 640  |
|        | 2    | Ferrari                      | 619  |
|        | 3    | Red Bull Racing-Honda RBPT   | 581  |
|        | 4    | Mercedes                     | 446  |
|        | 5    | Aston Martin Aramco-Mercedes | 92   |
| Sursa: |      |                              |      |

- Notă: Doar primele cinci locuri sunt prezentate în ambele clasamente.
- Textul îngroșat indică concurenții care mai aveau șansa teoretică de a deveni Campion Mondial. Concurenții îngroșați și marcați cu un asterisc sunt campionii mondiali din 2024.